# Kastell Romita
Kastell Romita (antiker Name Certinae, Cersie oder Certie) war ein römisches Hilfstruppenlager auf dem Gebiet des zur Gemeinde Românași im Kreis Sălaj gehörenden Dorfes Romita in der rumänischen Region Siebenbürgen. In antiker Zeit lag es in der römischen Provinz Dacia Porolissensis und war Bestandteil des Limes Porolissensis.

## Lage
Im heutigen Siedlungsbild befindet sich das Bodendenkmal rund einen Kilometer südlich des Dorfes Brusturi in der landwirtschaftlich genutzten, nicht überbauten Flur „Cetate“. Es sind kaum noch Spuren des Lagers im Gelände erhalten. Topographisch liegt es auf einer Hochterrasse östlich des Agrij, eines linken Nebenflusses des Someș (Somesch). In antiker Zeit gehörte das Militärlager vermutlich zum so genannten Porolissumkomplex, einer Gruppe von insgesamt vier Auxiliarlagern (einschließlich Romita) in und um Porolissum, dem heutigen Moigrad. Die Aufgabe der Kastellbesatzung war die Kontrolle des Verkehrs im Agrijtal.